# Éléphant (film, 2022)
Pour les articles homonymes, voir  Éléphant.
Pour plus de détails, voir Fiche technique et Distribution.
Éléphant (Słoń) est un film dramatique polonais réalisé par Kamil Krawczycki, sorti en 2022. Il s'agit du premier long métrage du réalisateur.
Il est présenté en avant-première mondiale au Festival international du film Nouveaux Horizons 2022.

## Synopsis
Dans la campagne polonaise de Podhale, Bartek élève des chevaux, mais sa mère va devoir vendre la ferme. Un jour, un de ses voisins meurt et son fils parti il y a quinze ans revient au village régler les obsèques. Bartek se prend tout de suite de sympathie pour Dawid, et cela semble réciproque. Mais la mère de Bartek a peur de voir son fils l'abandonner.

## Fiche technique
Sauf indication contraire, les informations mentionnées dans cette section peuvent être confirmées par la base de données cinématographiques IMDb,  présente dans la section « Liens externes ».
- Titre original : Słoń
- Titre français : Éléphant
- Réalisation : Kamil Krawczycki
- Scénario et dialogues : Kamil Krawczycki
- Musique : Jan Ignacy Królikowski
- Décors : Marcin Malisz et Ewa Mroczkowska
- Costumes : Zofia Jocek
- Photographie : Jakub Sztuk
- Montage : Agnieszka Białek-Zaborowska et Kamil Krawczycki
- Production : Jakub Mróz
- Société de production : Tongariro Releasing
- Sociétés de distribution : Tongariro Releasing (Pologne) ; Optimale (France)
- Budget : 700 000 Złoty[3]
- Pays de production :  Pologne
- Langue originale : polonais
- Format : couleur – 2,35:1
- Genre : drame, romance
- Durée : 94 minutes
- Dates de sortie :
  - Pologne : 27 juillet 2022 (Festival international du film Nouveaux Horizons) ; 18 novembre 2022 (sortie nationale)
  - France : 19 novembre 2022 (Chéries-Chéris)[1] ; 19 octobre 2023 (VAD)

## Distribution
- Jan Hrynkiewicz : Bartek
- Paweł Tomaszewski (pl) :  Dawid
- Ewa Skibińska (pl) : la mère de Bartek
- Ewa Kolasińska (pl) : Danuta, une voisine de Bartek
- Wiktoria Filus : Daria, la sœur de Bartek
- Maciej Kosiacki : Daniel
- Michał Pawlik : Marcin
- Halina Jabłonowska : Janina, la mère de Danuta
- Bogusław Repelewicz : Paweł

## Production
Le film est en partie financé par le Polski Instytut Sztuki Filmowej (pl).
Le tournage a lieu dans les Piénines et en voïvodie de Mazovie.

## Accueil critique
Pour Interia Film, Éléphant est, « malgré quelques défauts, un mélodrame plaisant, rempli d'humour ».
Kultura.onet apprécie « un film modeste et beau […] simple sans être banal ».
Pour le site spécialisé Pop and Films, « Élephant est une romance gay lo-fi qui ne révolutionnera pas le genre, mais qui ne manque pas de qualité et de jolies scènes d’amour ».

## Récompense
- Festival du film polonais de Gdynia 2022 : prix du meilleur film à petit budget[9]